# Antal Timi
Demko-Antal Tímea (Bánffyhunyad, 1993. március 6. –) magyar énekesnő, az X-Faktor harmadik szériájának második helyezettje.

## Pályafutása
1993-ban született az erdélyi Bánffyhunyadon. A gimnáziumot természettudományi szakon végezte el, a gimnáziumi évei alatt hangképzésben részesült. Sok versenyen vett részt a hangjával, mint például a Lélek csillaga és a Kárpátok csillaga tehetségkutatók, amiket megnyert.
2008-ban és 2010-ben is indult a Megasztárban, ahol azonban nem ért el komolyabb sikereket. Azonban 2012-ben indult az X-Faktorban, ahol párbaj nélkül a 2. helyen végzett.
2013 tavaszán megjelent az első saját dala Így kellesz címmel, majd ősszel az Alive című dala. 2014 nyarán elkészült az első videóklipje, ami a Ne várj (az Alive magyar változata) című dalához készült. 2015-ben bekerült A Dal eurovíziós nemzeti dalválasztó show elődöntőjébe Woke Up This Way című dalával.
2018. december 3-án bejelentették, hogy a Duna eurovíziós dalválasztó műsorába, A Dal 2019-be bejutott a Kedves Világ! című dalával, melyet férjével, Demko Gergővel közösen ad elő.

## Diszkográfia

### Albumok
| Év   | Album                                                                             | Legmagasabb helyezés | Minősítés |
| Év   | Album                                                                             | MAHASZ Top 40        | Minősítés |
| ---- | --------------------------------------------------------------------------------- | -------------------- | --------- |
| 2012 | Az első X – Az élő show-k 10 legnagyobb kedvence - Megjelenés: 2012. december 16. | 4                    |           |

### Slágerlistás dalok
| Év                  | Dal              | Legmagasabb helyezés | Legmagasabb helyezés | Legmagasabb helyezés   | Legmagasabb helyezés | Legmagasabb helyezés | Legmagasabb helyezés         | Legmagasabb helyezés | Album |
| Év                  | Dal              | VIVA Chart           | Class 40             | Mahasz Editors’ Choice | Mahasz Rádiós Top 40 | Mahasz Dance Top 40  | MAHASZ Single (track) Top 10 | EURO 200             | Album |
| ------------------- | ---------------- | -------------------- | -------------------- | ---------------------- | -------------------- | -------------------- | ---------------------------- | -------------------- | ----- |
| 2013                | Így kellesz      |                      |                      |                        |                      |                      |                              |                      |       |
| 2013                | Alive            |                      |                      |                        |                      |                      |                              |                      |       |
| 2014                | Ne várj          |                      |                      |                        |                      |                      |                              |                      |       |
| 2015                | Woke Up This Way |                      |                      |                        |                      |                      |                              |                      |       |
| 2015                | Elég             |                      |                      |                        |                      |                      |                              |                      |       |
| 2016                | Közelebb         |                      |                      |                        |                      |                      |                              |                      |       |
| 2016                | Még az úton      |                      |                      |                        |                      |                      |                              |                      |       |
|                     |                  | Összesítés           |                      |                        |                      |                      |                              |                      |       |
| 1. helyezett számok |                  |                      |                      |                        |                      |                      |                              |                      |       |
| Top 10-be bekerült  |                  |                      |                      |                        |                      |                      |                              |                      |       |
| Top 40-be bekerült  |                  |                      |                      |                        |                      |                      |                              |                      |       |

## Díjak
- 2013: Transilvanian Music Awards: (erdélyi előadók) Az év legjobb női hangja
- 2013: Transilvanian Music Awards: (erdélyi előadók) Az év felfedezettje